# Ikariam
Ikariam ist ein Browserspiel, das vom Karlsruher Anbieter von Onlinespielen Gameforge entwickelt wurde und betrieben wird. Wie andere webbasierte Onlinespiele ist es kostenlos und finanziert sich im Wesentlichen über den Kauf von virtuellen Gegenständen durch Mikrotransaktionen.

## Spielprinzip und Technik

### Allgemeines
Ikariam spielt in einer Welt, die in ihrer kulturellen Entwicklung grob an die Antike angelehnt ist. Die Spielwelt besteht ausschließlich aus etwa gleich großen Inseln, die nah beieinander liegen und ein regelmäßiges Muster bilden. Auf jeder Insel können sich bis zu 17 Spieler niederlassen. Zu Beginn des Spiels bekommt der Spieler einen Siedlungsplatz auf einer zufälligen Insel zugewiesen und kann auf diesem eine Stadt errichten.

### Spielprinzip
Als Browserspiel kann Ikariam in einem Webbrowser gespielt werden, es ist keine Installation notwendig. Es ist ein Massively Multiplayer Online Game, das heißt, zahlreiche Spieler spielen gleichzeitig in derselben Spielwelt und agieren und kommunizieren miteinander. Damit der Spielfortschritt des Spielers gespeichert werden kann, muss ein Spielkonto angelegt werden.
Ikariam stellt eine Mischung aus Aufbauspiel, Wirtschaftssimulation und Strategiespiel dar.

#### Aufbauspiel
Im Spiel können fünf verschiedene Rohstoffe abgebaut werden, von denen auf jeder Insel jeweils zwei verfügbar sind. Mit Hilfe der Rohstoffe kann der Spieler in seiner Stadt Gebäude errichten, die unterschiedliche Funktionen erfüllen. Es gibt insgesamt 30 Gebäudetypen, aber nur 20 Bauplätze pro Stadt. Gebäude können mit Hilfe von Rohstoffen ausgebaut werden; für höhere Ausbaustufen sind unterschiedliche Rohstofftypen erforderlich. Mit Hilfe von Rohstoffen kann der Spieler Technologien erforschen, um Gebäudetypen freizuschalten, die nicht von Anfang an zur Verfügung stehen.

#### Wirtschaftssimulation
Um alle Gebäudetypen bauen und diese auch ausbauen zu können, muss der Spieler entweder auf weiteren Inseln siedeln und deren Rohstoffe abbauen oder Handel mit anderen Spielern treiben. Da sich wegen der unterschiedlichen benötigten Rohstoffe keine Insel selbst versorgen kann, muss der Spieler für sich einen Warenkreislauf einrichten, um seine Städte unterhalten und ausbauen zu können.

#### Strategiespiel
Als MMO ist Ikariam ein Spiel, in dem der Spieler gegen andere Spieler antreten oder gemeinsam mit ihnen spielen kann.
Für Auseinandersetzungen kann der Spieler militärische Einheiten rekrutieren. Rekrutierung und Unterhalt kosten Rohstoffe, und spezialisierte Einheiten müssen zunächst mit Hilfe von Rohstoffen erforscht werden. Mit den Einheiten können andere Spieler angegriffen werden; der Ausgang der Schlacht wird vom Computer anhand der eingesetzten Einheiten berechnet, wobei sich der Angegriffene automatisch mit allen verfügbaren Einheiten verteidigt. Die Städte anderer Spieler können nicht eingenommen, aber geplündert oder besetzt werden. In letzterem Falle können die so eingenommenen Städte vom Sieger als Brückenkopf für weitere militärische Optionen genutzt werden.
Spieler können sich in Allianzen zusammenschließen und so gemeinsam Angriffe oder Verteidigungen planen.

#### Piraterie
Über den Bau einer Piratenfestung ist es möglich, Kaperfahrten durchzuführen. Durch diese Fahrten erhält man Gold und sog. „Kaperpunkte“. Diese Punkte können unter Zeiteinsatz in weitere Piraten umgewandelt werden, sodass sich die Crewstärke der Piratenfestung erhöht. Neben den Kaperfahrten kann man Städte, welche ebenfalls eine Piratenfestung besitzen, überfallen. Besitzt man eine bessere Crewstärke als die Festung der angegriffenen Stadt, erhält man sämtliche nicht umgewandelte Kaperpunkte des besiegten Spielers.
Je mehr nicht umgewandelte Kaperpunkte ein Spieler besitzt, desto höher steigt dieser im „Highscore“ (dt. Bestenliste) auf. Wer am Ende des monatlichen Zyklus unterhalb der besten 50 Spieler im Highscore landet, erhält Rohstoffe nach einem festen Verteilungsschlüssel.

#### Wunder
Jede Insel besitzt ihr eigenes Wunder. Es existieren acht unterschiedliche Wunder mit einer eigenen Fähigkeit, welche allesamt durch altgriechische Götter verkörpert werden:
- Ares, der Kriegsgott, stärkt die Moral der Truppen
- Athene, Göttin der Städte und Handwerker, erhöht die Anzahl nicht plünderbarer Rohstoffe im Falle eines Angriffs
- Demeter, Göttin der Fruchtbarkeit, sorgt für ein stärkeres Bevölkerungswachstum
- Hades, Herrscher der Unterwelt, bewirkt, dass gefallene Truppen als Marmor gutgeschrieben werden
- Helios, der Sonnengott, lässt angreifende Feinde durch den Kolossus wieder heimkehren
- Hephaistos, Gott der Schmiedekunst, verbessert Rüstungen und Bewaffnung der Truppen
- Hermes, Gott der reisenden Kaufleute und des Verkehrs, beschleunigt den Warenumschlag der Häfen
- Poseidon, Gott des Meeres, verkürzt die Fahrtzeiten der Handels- und Kriegsschiffe

Um Wunder auslösen zu können, muss der Glaube der Inselbevölkerung in den Städten der auf der Insel befindlichen Spieler durch Priester gesteigert werden.

#### Herrschaftsformen
Ab Version 0.4.4 kann man eine Herrschaftsform bestimmen, sobald man über die Forschung "Regierungsbildung" verfügt. Das Ändern der Herrschaftsform kostet 5000 Gold für jede Stadt, die man besitzt. Bis die neue Herrschaftsform etabliert ist, herrscht Anarchie. Diese dauert eine gewisse Zeit an (30 Minuten mal die Anzahl der Städte, die man besitzt).
| Herrschaftsform | Vorteile | Nachteile | Geeignet für | Voraussetzung     |
| --------------- | --- | --- | --- | ----------------- |
| Anarchie        | - | - 25 % zusätzliche Korruption in allen Städten - Alle Landeinheiten und Kriegsschiffe kehren nach Hause zurück, falls sie in fremden Städten stationiert oder unterwegs sind. Befinden sie sich im Kampf, so werden sie automatisch zerstreut (Ausnahme: Kämpfe in eigenen Städten oder Häfen). - Keine Einheitenbewegung möglich - Keine Einheitenausbildung möglich - Keine Spionage-Missionen möglich | Sobald die Anarchiephase beendet ist, tritt die neue Herrschaftsform in Kraft.                                                      | -                 |
| Ikakratie       | - | - | Ikakratie ist die Standard-Herrschaftsform in Ikariam. Sie ist besonders für vielseitige oder unentschlossene Inselreiche geeignet. | -                 |
| Aristokratie    | - −20 % Bauzeit bei Gebäuden - +20 % Spionageabwehr | - +3 % Korruption in allen Städten, ausgenommen der Hauptstadt | Aristokratie als Herrschaftsform ist besonders für Inselreiche mit vielen Bauprojekten geeignet.                                    | Ehrenkodex        |
| Demokratie      | - +75 Zufriedenheit in allen Städten - +1 Forschungspunkt pro Stunde für jedes ausgestellte Kulturgüterabkommen                                                                                         | - −20 % Spionageabwehr - +5 % Bauzeit für Landkampfeinheiten | Demokratie als Herrschaftsform eignet sich besonders für große, eher friedliche Inselreiche.                                        | Markt             |
| Diktatur        | - −2 % Unterhaltskosten für Landkampfeinheiten - −2 % Unterhaltskosten für Seekampfeinheiten - −2 % Bauzeit für Landkampfeinheiten - −2 % Bauzeit für Seekampfeinheiten - +2 zusätzliche Handelsschiffe | - −75 Zufriedenheit in allen Städten | Diktatur ist eine Herrschaftsform, von der vor allem kriegerisch orientierte Inselreiche profitieren.                               | Regierungsbildung |
| Nomokratie      | - −5 % Korruption in allen Städten - +20 % Spionageabwehr | - +5 % Bauzeit für Landkampfeinheiten - +5 % Bauzeit für Seekampfeinheiten - +50 % Beladezeiten in eigenen Häfen | Nomokratie als Herrschaftsform eignet sich vor allem für schnell gewachsene Inselreiche, die sich festigen müssen.                  | Gesetzgebung      |
| Oligarchie      | - +5 Reichweite aller Kontore - +10 % Geschwindigkeit für Handelsschiffe - −2 % Unterhaltskosten für Seekampfeinheiten - +2 zusätzliche Handelsschiffe                                                  | - +20 % Bauzeit bei Gebäuden - +3 % Korruption in allen Städten | Oligarchie als Herrschaftsform eignet sich besonders für handelsorientierte Inselreiche.                                            | Regierungsbildung |
| Technokratie    | - +5 % Forschungspunkte - +20 % Produktivität von Hilfsarbeitern | - +1 Goldkosten pro Forscher | Technokratie eignet sich besonders für wissbegierige oder überproduktive Inselreiche.                                               | Experimente       |
| Theokratie      | - −20 % Wunder-Cooldown - Die Zufriedenheit in Städten mit Tempel wird erhöht um das +2-fache der Konvertierungsrate. Der maximale Bonus ist +150. - +1 Goldproduktion pro Priester                     | - −5 % Forschungspunkte - −20 Zufriedenheit in allen Städten ohne Tempel | Theokratie ist eine Herrschaftsform für Inselreiche mit vielen Tempeln, die gerne in den Genuss von Wundern kommen.                 | Staatsreligion    |

Sollte die Hauptstadt des Spielers jemals besetzt werden, wechselt die Herrschaftsform zur Xenokratie. Dies geschieht jedoch ohne Revolution oder Kosten. Xenokratie bedeutet, dass man nur noch die halben Effekte der Vorteile seiner eigentlichen Herrschaftsform erzielt. Dasselbe gilt aber auch für die Effekte der Nachteile der Herrschaftsform. Sobald die Hauptstadt befreit wurde, erhält man wieder die vollen Effekte der Vor- und Nachteile seiner Herrschaftsform. Dies geschieht ohne Revolution oder Kosten.

### Technik
Die 23 deutschen Server sind nach griechischen Buchstaben benannt. Ende August 2009 waren laut inoffiziellen Angaben ca. 110.000 Accounts in allen deutschen Servern registriert. Da viele Spieler in mehreren Servern spielen, dürfte die Zahl der tatsächlichen Spieler darunter liegen. Bis November 2010 ist die Spielermenge auf ca. 100.000 Accounts gesunken.
Ikariam kann zusätzlich zum Browser auch über Apps gespielt werden, die für iOS und Android bereitstehen. Diese bieten jedoch einen im Vergleich zum Spiel im Browser eingeschränkten Funktionsumfang.

### Finanzierung
"Ambrosia" ist eine kostenpflichtige Spielwährung, die bestimmte Vorteile im Spielverlauf ermöglicht, wie unter anderem:
- Premiumaccount, der für eine detailliertere und komplexere Spielansicht sorgt und somit eine bessere Spielansicht ermöglicht
- Umsiedeln von Städten
- Umsiedeln auf andere Server
- Erhöhter Rohstoffabbau
- Automatisches Warenversenden zwischen Städten (sogenannte Handelsrouten)
- Geschwindigkeitserhöhung der Handelsschiffe
- Erhöhung der Bevölkerung
- Detailliertes Suchen von Kulturgüterabkommen, welches die Zufriedenheit in Städten erhöht
- Zusätzliche Warenversandmöglichkeiten in Form von "Freihändlern"
- Ein sofortiger Rohstofftausch im Verhältnis 1:1
- Besiedeln eines zusätzlichen 17. Kolonieplatz auf einer Insel
- zusätzliche Spenden in ein Sägewerk
- Kauf von Rohstoffen

Ambrosia kann mittels Kreditkarte, PayPal, Giropay, aber auch anonymen Bezahlmethoden wie SMS, Telefonanruf oder Paysafecard erworben werden. Ambrosia bietet zwar deutliche Vorteile, allerdings sind Spieler, die kein Echtgeld investieren möchten, nicht automatisch benachteiligt. Mit höherem Zeitaufwand sind solche Spieler „Ambrosiaspielern“ grundsätzlich nicht unterlegen.

## Rezeption
In der Kategorie "Online oder Browser-Game" des BÄM! Computec-Awards 2009 erlangte das Spiel den ersten Platz.
Ikariam wurde im Jahr 2009 mit dem Deutschen Computerspielpreis in der Kategorie Bestes Browsergame ausgezeichnet. 2010 wurde Ikariam für den Deutschen Entwicklerpreis nominiert.
Ikariam hat beim Browsergame of the Year Award 2011 die Spielerwahl in der Kategorie Bestes Strategiespiel gewonnen.